# 린샤웨이
린샤웨이(林夏薇, 임하미, 영문명은 Rosina Lam, 1987년 6월 30일 ~ )은 중화인민공화국 홍콩 특별행정구의 여성 연극배우, 영화배우, 텔레비전 연기자, 가수, 작사가이다.

## 생애
홍콩의 가수 겸 영화배우인 린펑(林峯, 본명 린이펑(林逸峯))의 사촌 누이동생이기도 한 그녀는 중화인민공화국 푸젠성 샤먼에서 출생하였으며 지난날 한때 중화인민공화국 푸젠 성 푸저우를 거쳐 중화인민공화국 광둥성 광저우에서 잠시 유아기를 보낸 적이 있는 그녀는 4세 때인 1991년에 부모(父母)와 외조모(外祖母)를 따라 홍콩으로 건너갔으나 이듬해 1992년 외조모(外祖母)와 함께 중국 본토 푸젠 성 샤먼으로 귀환하여 그곳에서 초등학교와 중학교와 고등학교를 졸업을 거쳐 중화인민공화국 베이징 중앙희극학원을 나온 그녀는 고등학교 시절인 2003년 중화인민공화국 본토에서 연극배우로 첫 데뷔하였고 2010년 중국 본토의 텔레비전 드라마에서 연기자 데뷔하였으며 같은 해 중화인민공화국 영화 《채홍적안색(彩虹的顔色)》의 조연으로 영화배우 데뷔에 이어 같은 해 영화 《아문필업적하천(我們畢業的夏天)》에 주연하였고 같은 해 영화 《천당여지옥(天堂與地獄)》에 조연하였으며 이어 같은 해 다시 홍콩에 건너가 그곳에서 연극배우로써의 새 둥지를 틀었고 2011년 홍콩 영화 《경조복록수(勁抽福祿壽)》에 단역 출연하였으며 이어 같은 해부터는 홍콩의 텔레비전 드라마에도 출연하기 시작하였고 이듬해 2012년에는 홍콩 영화 《I love Hong Kong 2012》에 단역 출연하였으며 2014년 가수로도 데뷔하였다.